# Toruń Blues Meeting
Toruń Blues Meeting – festiwal muzyczny blueswej odbywający się od 1990 roku, organizowany przez Akademickie Centrum Kultury i Sztuki „Od Nowa” w Toruniu. Odbywa się w przedostatni weekend listopada. Trwa dna dni, ale niektóre edycje były przedłużane do trzech. Został wymyślony przez kierownika Akademickiego Centrum Kultury i Sztuki „Od Nowa” Maurycego Męczekalskiego.
W ramach festiwalu prezentowane są różne formy i style bluesa. Wydarzenie nie ma charakteru konkursowego. Tradycją na festiwalu jest jam session, w którym biorą udział publiczność oraz muzycy z różnych zespołów muzycznych.
Na festiwalu występowali artyści z Polski, Stanów Zjednoczonych, Wielkiej Brytanii, Holandii, Japonii, Niemiec, Indonezji, Szwecji, Czech, Słowacji, Węgier, Włoch, Białorusi, Litwy i Australii. Wśród polskich wykonawców na festiwalu wystąpili: After Blues, Blues Flowers, Dżem, Easy Rider, Gang Olsena, Ireneusz Dudek, Jan „Kyks” Skrzek, Kasa Chorych, Martyna Jakubowicz, Mira Kubasińska, Nocna Zmiana Bluesa, Obstawa Prezydenta, Tadeusz Nalepa. Spośród amerykańskich wykonawców na festiwalu wystąpili: Boogie Boys, Carlos Johnson, Earl Green, Eric Sardinas, Guitar Crusher, John „Broadway” Tucker, Johny Winter, Keith Dunn, Michael Roach, Mud Morgenfield, Stan Skibby.